# Улица Ленина (Владикавказ)
Улица Ле́нина — улица в историческом центре Владикавказа, Северная Осетия, Россия. Находится в Иристонском муниципальном округе, начинается от улицы Мордовцева и проходит до улицы Кирова. Первая улица Владикавказской крепости.
Улица Ленина пересекается с улицами Церетели, Бутырина, Максима Горького, Куйбышева, Джанаева, Маяковского и Никитина. С запада к улице Ленина примыкает Петровский переулок.

## История
Улица носит имя создателя советского государства В. И. Ленина (1870—1924). 
Улица сложилась в 1820—1840-е годы. Первоначально называлась как Дворянская улица. Во второй половине XIX века обозначена на плане города Владикавказа «Карты Кавказского края» как Лорис-Меликовская улица. Отмечена в Перечне улиц, площадей и переулков от 1911 года под этим же наименованием. Называлась в честь российского военачальника Михаила Тариэловича Лорис-Меликова.
В 1925 году отмечена в Перечне улиц, площадей и переулков как улица Ленина.
В начале 2000-х проводились реставрации некоторых зданий улицы.
В апреле 2022 года общественная организация «Ныфс» предложила городским властям переименовать улицу Ленина в честь Героя Советского Союза Каурбека Тогузова, проживавшего на улице Ленина. Эта инициатива вызвала широкий резонанс в общественной жизни города. Осетинское отделение Коммунистической партии России сравнило это предложение с декоммунизацией на Украине. Заместитель председателя партии Дмитрий Новиков назвал эту инициативу «циничной провокацией» и «плевком в сторону основателя советского государства». Владикавказский блогер Батраз Мисиков был привлечён к судебному разбирательству по административной ответственности за «ненависть к коммунистам» и «пропаганду превосходства „русских“ над „осетинами“». Топонимическая комиссия Владикавказа не поддержала предложения по переименованию улицы. Улица является одной из самых густо расположенных в городе бутиков: одежды, обуви, золото,  сувениры.

## Здания и учреждения
Объекты культурного наследия
Нечётная сторона
|                                             | Фото | Краткая история                                                           | |
| ------------------------------------------- | ---- | ------------------------------------------------------------------------- | --- |
| д. 1                                        |      | Здание Парламента Северной Осетии. Памятник истории и градостроительства. | Построено в 1940 году по проекту архитекторов Петухова и Б. Р. Симонова |
| д. 3/ Церетели, 3                           |      | Памятник истории.                                                         | В этом доме в квартирах № 4, 7 в 1956—1969 годах жил писатель-журналист Казбек Исаевич Бадоев. |
| д. 9/ Бутырина, 5                           |      | Памятник архитектуры и истории.                                           | В 1910-е годы здесь жили азербайджанский композитор Узейр Абдул Гусейн оглы Гаджибеков и генерал Самед-бек Садых-бек Мехмандаров. |
| д. 15                                       |      | Памятник истории.                                                         | В августе 1918 года в этом доме были арестованы белогвардейцами революционеры Николай (Колка) Урусбиевич Кесаев и Бирихим Гудассиевич (Ибрагим Кудайнатович) Цалиев. В 1926—1932 годах жила писательница-осетинка Езетхан Алимурзаевна Уруймагова |
| д. 17                                       |      | Памятник истории.                                                         | В этом доме в 1928—1938 годах проживал филолог и литературовед Борис Андреевич Алборов |
| д. 19/ Максима Горького, 16                 |      | Памятник истории.                                                         | В этом доме проживали: в 1928—1934 годах — учитель Михаил Николаевич (Гагудз Кавдынович) Гуриев и в 1960—1962 годах — Герой Советского Союза Сергей Владимирович Бицаев.                                                                          |
| д. 27а                                      |      | Памятник истории                                                          | В этом доме в 1958—1966 годах жил писатель Дабе Хабиевич Мамсуров |
| д. 29                                       |      | Памятник архитектуры.                                                     | |
| д. 31                                       |      | Памятник архитектуры. Дом С. Миткевич.                                    | В этом доме в 1918 году находилось английское консульство. |
| д. 35                                       |      | Памятник истории.                                                         | Здание, где в августе-ноябре 1942 года размещался штаб мотострелкового полка, командиром отделения которого был Герой Советского Союза Пётр Парфенович Барбашёв                                                                                   |
| д. 41                                       |      | Памятник архитектуры.                                                     | Особняк |
| д. 43                                       |      | Памятник архитектуры.                                                     | Особняк |
| д. 47                                       |      | Памятник архитектуры                                                      | Дом священника |
| д. 63/ Маяковского, 23/ Никитина, 28        |      | Памятник архитектуры.                                                     | Бывший Доходный дом Проханова, в котором проживал Герой Советского Союза Г. И. Корнеев |
| д. 65                                       |      | Памятник истории.                                                         | В этом доме в 1964—1977 годах жил и умер ученый Аккакий (Ираклий) Владимирович Цагарейшвили |
| д. 69(71)/ Кирова 46/ Петровский переулок 9 |      | Памятник архитектуры. Построено в 1902 году                               | . Бывшее здание Азовско-Донского коммерческого банка. |

Чётная сторона
|                     | Фото | Краткая история                                     | |  |
| ------------------- | ---- | --------------------------------------------------- | --- |  |
|                     |      | Пушкинский сквер                                    | Заложен в середине XIX века. |  |
| д. 4                |      | Памятник архитектуры. Дворец пионеров и школьников. | Построен в 1973 году, архитектор А. И. Бтемиров. Правая часть фасада соединена с Республиканской детской библиотекой имени Дабе Мамсурова. |  |
| д. 8/ Бутырина, 7   |      | Памятник архитектуры. Доходный дом Воробьёва.       | Здание построено в начале XX века. Архитектор И. В. Рябикин. Позже здесь находилось НКВД СОАССР, где в 1920—1950-е годы содержались жертвы сталинских репрессий и были расстреляны многие общественные деятели, представители науки, литературы и культуры Северной Осетии. В настоящее время здесь находится Министерство образования Северной Осетии. |  |
| д. 28               |      | Памятник архитектуры. Построен в 1875 году          | Один из старейших сохранившихся домов Владикавказа. |  |
| д. 30               |      | Памятник истории                                    | Дом, где в 1968—1973 гг. жил участник борьбы за Советскую власть Александр Антонович (Налык Сосланбекович) Тиджиев |  |
| д. 32               |      | Памятник архитектуры. Бывший Особняк Гаппо Баева    | Построено в 1910 году, архитектор — В. И. Грозмани |  |
| д. 34               |      | Памятник истории.                                   | Дом, где в 1910-е — 1938 гг. жил и умер врач-психиатр Николай Михайлович Мансуров. |  |
| д. 38               |      | Памятник истории.                                   | Дом, где жил инженер-металлург, лауреат Государственной премии Владимир Вартанович Терпагосов. |  |
| д. 40               |      | Памятник архитектуры.                               | Особняк. |  |
| д. 44/ Куйбышева, 9 |      | Памятник архитектуры.                               | Дом, в котором жил К. Л. Хетагуров в 1903—1904 гг. |  |
| д. 46               |      | Памятник истории.                                   | Дом, в котором жили композиторы В. Т. Аликов и Л. И. Кулиев |  |
| д. 50               |      | Памятник истории.                                   | Дом, где в 1969—1972 гг. жил участник борьбы за Советскую власть Угалык Дахциконвич Едзиев |  |
| д. 54               |      | Памятник архитектуры советского периода             | Построено в 1957 году. В этом доме проживали: с 1958 по 1992 гг. государственный и общественный деятель Габиц Батмурзаевич Гостиев, с 1957 по 1985 гг. организатор электронной промышленности и отечественного машиностроения Борис Тимофеевич Лакути                                                                                                   |  |
| д. 58               |      | Памятник архитектуры                                | |  |
| д. 66/ Никитина, 29 |      | Памятник архитектуры. Дом Балуева                   | |  |

Другие здания
- д. 59 — дом, где жил писатель и психиатр Моисей Григорьевич Домба.